# بخش ایوانوفسکی، استان ایوانوف
بخش ایوانوفسکی (به لاتین: Ivanovsky District) یک منطقهٔ مسکونی در روسیه است که در استان ایوانوف واقع شده‌است.